# Holorusius crocatus
Holorusius crocatus är en skalbaggsart som först beskrevs av Francis Polkinghorne Pascoe 1888.  Holorusius crocatus ingår i släktet Holorusius och familjen långhorningar.
Artens utbredningsområde är Zimbabwe. Inga underarter finns listade i Catalogue of Life.